# Rugby en Guatemala
El ente regulador del rugby en Guatemala es la Asociación Guatemalteca de Rugby (AGR) que no está afiliada a la International Rugby Board (IRB). Actualmente la AGR tiene el estatus de Miembro Asociado de la Confederación Sudamericana de Rugby (CONSUR) mientras se encuentra en proceso de aceptación para integrarla como Miembro Pleno.

## Historia

### 2006 - 2007
En abril de 2007 el Rugby inició en Quetzaltenango Guatemala, gracias a la iniciativa de Josh Macy, Pedro Hecht y varios amigos guatemaltecos. El norteamericano había sido contratado por un colegio privado de esa zona, en el que desarrollaría las funciones de Director y catedrático. Junto a sus allegados chapines, una noche reunidos en un restaurante quetzalteco, decidieron empezar con los primeros entrenamientos formales del deporte, fundando así el primer club oficial de Guatemala, el "Xela Rugby Football Club". Josh Macy, habiendo jugado durante sus años universitarios en los EE.UU pensó que sería una aventura interesante introducir un deporte de contacto, en un país en el que la sociedad desprecia y se aleja de los deportes considerados tradicionalmente fuertes. El Señor Macy, consideró que este paradigma social podía ser roto por la larga tradición de valores éticos y morales en los cuales se funda el Rugby.
Paralelamente, se desarrolla en la ciudad capital una actividad similar; jóvenes guatemaltecos, egresados de la Escuela Internacional de Educación Física y Deporte de Cuba, habiendo tomado contacto con el deporte en sus años de estudio deciden junto a otros estudiantes de diversas universidades nacionales y extranjeros de diferentes nacionalidades, en agosto del mismo año, comenzar entrenamientos libres en el Parque La Democracia. La noticia se esparció rápidamente y el 15 de septiembre de 2007, estos jóvenes apoyados también gente residente en Antigua, Guatemala dan el banderazo de largada para el asentamiento del Rugby en la Capital.
El contacto entre los equipos fue realmente fortuito. Nilton Noriega, quien fungía como principal organizador del deporte en la capital, es contactado por un amigo residente en Xela diciendo que encontró un volante que hablaba de la práctica de este deporte en esa ciudad. Sin pensarlo dos veces trató con los referidos y los primeros lazos de hermandad entre los equipos son estrechados. La dificultad para encontrar el equipo básico de entrenamiento en el país se hizo rápidamente evidente. Los jugadores de la capital contaban originalmente con 2 pelotas. Una de fútbol americano y otra propiamente de Rugby que databa de los años 70´s. La gente de Xela, que estaba mejor organizada envió las 5 primeras pelotas modernas, a través del servicio de bus público, para colaborar en el esfuerzo capitalino de la gestación del deporte.
Debido a los subsiguientes contactos, el rugby guatemalteco contó con su primer objetivo real; organizar el primer partido oficial de Rugby registrado en Guatemala, la fecha acordada para tal evento fue el 20 de octubre de 2007 a jugarse en Xela.
En vista a este primer evento, el equipo capitalino necesitaba un nombre, por lo que originalmente tras varios encuentros post-entrenamiento se decidió por votación simple que inicialmente serían denominados "Jaguares".
El juego se llevó a cabo, resultado favorable a "Jaguares" 17 - 13, siendo el equipo de Xela el primero en anotar un try en la historia del rugby guatemalteco, "Coco" Peralta fue el que anotó dicho try.  El partido fue registrado por el periódico local "El Quezalteco". Rápidamente se organizó una visita recíproca para el 11 de noviembre de ese mismo año del equipo quetzalteco.
Durante este proceso de aprendizaje, de prueba y error contactan a Nilton Noriega desde Costa Rica, el Señor Ramón Colé y otros miembros de la Federación Costarricense de Rugby; quienes en vista del surgimiento del Rugby en Naciones vecinas (Guatemala y Panamá) deciden organizar el Primer Torneo Centroamericano "Copa Tres Naciones" que estaba estipulado para llevarse a cabo el 15 de diciembre de 2007. Tras consultas entre los equipos nacionales, la invitación decidió ser aceptada.
El día en que se dio el segundo encuentro registrado en la Historia Nacional, llevado a cabo en el Estadio Central del Parque La Democracia, resultado a favor de "Jaguares" 21 - 7, se gestaron dos cambios importantes: primero, el inicio de la organización para el viaje en representación de Guatemala y la cesión del nombre del equipo capitalino para bautizar a la escuadra nacional con el apelativo "Jaguares". El equipo capitalino al ceder el nombre, por votación simple elige ser llamado desde ese momento en adelante "Guatemala Rugby Club".
La idea de crear una asociación civil en primera instancia para luego comenzar los contactos oficiales con las entidades encargadas de la regulación del deporte nacional también tuvo lugar y se concretó ese mismo día, firmando el acta de fundación por parte de 7 representantes de ambos equipos.
El primer torneo centroamericano fue llamado "Copa Tres Naciones" y fue celebrado en San José de Costa Rica durante la segunda semana de diciembre de 2007, con la participación de Costa Rica A y Costa Rica B, Diablos Rojos de Panamá y el primer seleccionado de la historia de Guatemala. Para este primer seleccionado nacional, fue el gran objetivo de ese año, ya que encontraron dificultades en cuanto a logística de transporte, financiamiento y preparación física. Se realizaron tres meses de preparación por parte de los equipos en cada una de sus ciudades y 6 entrenamientos conjuntos previos. Dos en la ciudad de Xela y cuatro en el complejo deportivo Parque "La Democracia".  
El Campeonato Centroamericano fue la prueba de rigor. La participación en el Tornero fue importante, ya que el rugby guatemalteco fue medido por primera vez con las naciones del área. Costa Rica "A" se alzó con el campeonato, Diablos Rojos de Panamá alcanzó el segundo lugar por diferencia de tries con el equipo guatemalteco, quienes quedaron en un honroso tercer lugar y cerrando la tabla el equipo Costa Rica "B". 
Tras las celebraciones por el campeonato, dirigentes de los seleccionados pactaron el compromiso para una nueva edición de la Copa para diciembre del 2008 y que la localía del torneo perteneciera al campeón reinante.

### 2008
En febrero de 2008, por diferencias ideológicas y de expansión del deporte, de las charlas entre los miembros de "Guatemala Rugby Club" el equipo es segmentado en 3 vertientes. "Guatemala Rugby Club", "Antigua Rugby Club" y "Santa Rosa Rugby Club"; siendo así de esta forma, la más adecuada y lógica para poder gestar un campeonato nacional. El primer campeonato nacional da inicio en marzo del 2008, con la participación de: "Guatemala Rugby Club", "Xela Rugby Football Club", "Santa Rosa Rugby Club" y "Antigua Rugby Club". Se estructura en un campeonato simple, sin visita recíproca y se denomina Tornero Apertura. Los escalafones al terminar el mismo son: "Guatemala Rugby Club" campeón, "Xela Rugby Football Club" segundo lugar y "Santa Rosa Rugby Club" y "Antigua Rugby Club" ocupando el tercer y cuarto lugar respectivamente.
En el segundo ciclo del 2008, no se pudo organizar ni garantizar el Torneo Clausura debido a la ausencia de Antigua Rugby Club. La verdadera gran noticia de ese ciclo fue el interés de diferentes colegios (Liceo francés Julio Verne, Interamericano y en un plano más tardío el Colegio El Roble) de integrar a su cátedra de Educación Física la práctica y enseñanza del Rugby. La primera edición del Torneo Copa República Argentina de rugby a 7 organizada por “Santa Rosa Rugby Club“ se lleva a cabo en julio del 2008. Guatemala Rugby Club se corona campeón, Santa Rosa en segundo lugar, Guatemala Rugby Club B tercero y Xela RFC cuarto.
Por problemas presupuestarios y de agenda, los clubes guatemaltecos a excepción de "Santa Rosa Rugby Club" declinan la participación en el Torneo Centroamericano de 7´s a side de Panamá (Modalidad de siete jugadores). Guatemala vuelve a participar en el "Torneo Centroamericano Copa Tres Naciones" de Costa Rica 2008, que en esa edición contó con la participación de: Costa Rica "A", Costa Rica "B", Guatemala y el equipo venezolano "+30". Venezuela se coronó campeón y Guatemala ocupó el segundo lugar desplazando por primera vez a "Costa Rica A" del podio.

### 2009
El primer ciclo del año 2009, se reorganiza el sistema de competición del Torneo Nacional para poder afrontar la ausencia de "Antigua Rugby Club". Se acuerda que el torneo será disputado en dos fases, visitante y local para promover el aumento de tiempo de juego y experiencia de los participantes. Guatemala Rugby Club se vuelve a coronar campeón y Xela RFC ocupa el segundo lugar. Se realiza también por segunda ocasión, en el país, en julio la "Copa República Argentina seven a side" auspiciada por la Embajada y Consulado de esa nación pasando a ser esta una edición internacional. Cuenta con la participación de: "Tazmania A" y "Tazmania B" de México, "Diablos Rojos" de Panamá, Costa Rica "Bocaracas", "Guatemala Rugby Club", "Santa Rosa Rugby Club", "Xela Rugby Football Club", "Gringo Teachers" con un combinado de jugadores que eran parte del profesorado de diferentes colegios americanos y un combinado de jugadores integrantes de todos los equipos chapines. "Tazmania A" de México se corona campeón y el mejor conjunto nacional es "Guatemala Rugby Club" en el tercer lugar.
Otro motivo de celebración es el estreno en los cines nacionales de la primera película de gran presupuesto acerca del rugby y los valores sociales que lo conforman, "Forever Strong" del Director Ryan Little.
En junio de ese año los jugadores de "Guatemala Rugby Club" se enteran a través de redes sociales electrónicas de la iniciativa de inicio del deporte en El Salvador, rápidamente se ponen en contacto y se organiza un partido amistoso y clínica deportiva de rugby XV's y 7's. El encuentro es un éxito por lo que se gestiona un partido amistoso de modalidad 15 pactado para septiembre. Esta es la primera incursión de los "Torogoces" de El Salvador en dicha modalidad. El encuentro termina favorable a "Guatemala Rugby Club" por un arrasador 85 - 0. Gracias a estos esfuerzos se logra incluir dentro del Torneo Clausura 2009 al representativo de El Salvador. En diciembre, al concluir el Torneo las posiciones son las siguientes: "Guatemala Rugby Club" campeón,, "Xela Rugby Football Club" segundo lugar, "Torogoces" El Salvador tercer lugar y "Santa Rosa Rugby Club" cuarta posición.

### 2010
En enero se formalizan los esfuerzos por parte de los clubes para lograr llamar la atención de los entes reguladores del deporte en Guatemala. Es un motivo de festejo para la "familia rugbier" guatemalteca el estreno y lanzamiento de la película dirigida por Clint Eastwood Invictus, basada en el libro "Playing the Enemy" ("El Factor Humano"), del periodista británico John Carlin; en el que relata la relación del expresidente sudafricano Nelson Mandela, el equipo nacional "Springbooks" y su capitán Francois Pienaar para lograr la reconciliación nacional a través de la IRB Copa Mundial de Rugby de 1995.
Nuevamente en marzo por diferencias ideológicas y de expansión deportiva varios miembros fundadores de Guatemala Rugby Club deciden retirarse de la institución y formar un nuevo club en el área metropolitana, Guatemala Quetzal Rugby Club, que tiene como mayor objetivo el acercamiento y enseñanza del deporte a los colegios secundarios y establecimientos universitarios de la ciudad.
A los Quetzales se les permitió jugar como miembro invitado durante el Torneo AGR 2010. Obtuvieron el primer lugar invictos, seguidos por El Salvador Torogoces "A" en Segundo y GRC en tercero. En diciembre de 2010 tras intensas negociaciones, se lleva a cabo una reunión extraordinaria en Tecpán por parte de los representantes de la Asociación Guatemalteca de Rugby y se acepta a Guatemala Quetzal Rugby Club como miembro de pleno derecho de la asociación nacional.

### 2011
El campeonato local de la temporada 2011 integra a Guatemala Quetzal Rugby Club, Guatemala Rugby Club, Santa Rosa Rugby Club, Torogoces A, Torogoces B. Los "Quetzales" de Guatemala Quetzales Rugby Club se coronan bicampeones nacionales invictos, repitiendo la actuación del Torneo Nacional 2010, seguidos de Torogoces "A" de El Salvador en segundo lugar y Guatemala Rugby Club en tercera posición.
La selección de rugby 7 se coronó campeona centroamericano en esta modalidad tras vencer a Costa Rica en una disputada final que se tuvo que definir en tiempo extra. 
Actualmente los Jaguares de Guatemala son los campeones de Centroamérica al no perder ningún partido y ganarle 2 veces en el mismo torneo al local Costa Rica y así coronarse como campeones invictos.

### 2012
Pese a no ser miembro pleno de la CONSUR, Guatemala recibió la invitación a participar del 7º Seven Sudamericano disputado en marzo en Brasil en calidad de campeón centroamericano del 2011. Perdió los partidos de clasificación frente a Perú, Argentina, Chile y Colombia y obtuvo la victoria frente a la también debutante selección de Ecuador 36 - 10 por el 9º puesto.
En el plano nacional, San Josemaría Rugby Club disputó la final con Guatemala Rugby Club. El marcador resultó positivo para los primeros permitiéndoles ganar el torneo como invictos.

## Clubes de Rugby
- Dragones Rugby Club (DRC) (enlace roto disponible en Internet Archive; véase el historial, la primera versión y la última).
- Xela Rugby Football Club (XRFC)
- Antigua Rugby Football Club
- Guatemala Quetzal Rugby Club Archivado el 11 de mayo de 2010 en Wayback Machine.
- Guatemala Rugby Club
- Jules Verne Rugby Club
- San JoseMaria Rugby Club
- Santa Rosa Rugby Club
- Toros Reu Rugby Club
- Antigua Rugby Club
- Federación de El Salvador clubes salvadoreños que participan en la liga de Guatemala
- Santa Tecla Rugby Club
- Cuscatlan Rugby Club[6]